# Kossuth-barlang
A Kossuth-barlang az Aggteleki Nemzeti Parkban lévő Aggteleki-karszton található. Magyarország fokozottan védett barlangjai közül az egyik. Hidrológiai szempontból is jelentős barlang. Vízfolyása a Jósvafő közelében fekvő Nagy Tohonya-forrást táplálja. A barlang az Aggteleki-karszt és Szlovák-karszt többi barlangjával együtt a világörökség része. Az Aggteleki-karszt hatodik leghosszabb barlangja.
Létezését korábban is sejtették, de feltárására csak 1956-ban került sor, jelenlegi végpontját pedig egy évtizedeken keresztül áthatolhatatlannak bizonyuló szifon átúszásával 2010-ben érték el. A barlang és a hozzá tartozó forrás különlegessége, hogy karsztvizének hőmérséklete melegebb, mint a környező karsztforrásoké, amely a mélykarsztból jövő, melegebb vízzel való keveredés eredménye.

## Leírás
Az 1610 méter hosszú barlang függőleges kiterjedése 60 méter, a bejárata 221 méter tengerszint feletti magasságban, Jósvafő szélén, közvetlenül a Tohonya-forrás mellett nyílik. Képződményekben szegényebb, mint a környék többi barlangja. A barlang legmélyebb pontja a Reménytelen-szifon alján 33 méter mélységben, a legmagasabb pontja az Agyagkuszoda végén 28 méter magasságban van. A lezárt barlang az Aggteleki Nemzeti Park Igazgatóság engedélyével látogatható.
Az Aggteleki-karszt hatodik leghosszabb barlangja, a Baradla-barlang, a Béke-barlang, a Szabadság-barlang, a Vass Imre-barlang és a Meteor-barlang után.
Előfordul a barlang az irodalmában Kossuth Cave (Kordos 1977) és Nagy-Tohonya-forrás barlangrendszere (Bertalan 1976) neveken is.

## Vízrendszer
A barlang forrásának, a Tohonya-forrásnak, vagy más néven a Nagy Tohonya-forrásnak az erősen változó vízhozama és a vizének a szokásosnál melegebb hőmérséklete régóta érdekelte a kutatókat. A mérési eredmények szerint a forrás vize nagyobb vízhozam esetében hidegebb, de még így is melegebb, mint a környező karsztforrásoké, átlagosan 14 °C. A feltételezések szerint ezt vagy a mélykarsztból feláramló, állandó hozamú, melegebb víz hozzákeveredése okozza, vagy az, hogy a felszínről beszivárgó víz jut el olyan mélységbe, ahol meleggé válik.
A forrásban időnként a csapadéktól függetlenül jelennek meg áradások, amely miatt összetett szivornyarendszert lehet feltételezni. Gádoros Miklós részletes méréssorozattal megállapította, hogy az ilyen aklimatikus áradások alkalmával a vízhőmérséklet néhány század fokkal megváltozik, majd további tényezőknek, például az áramlási sebességnek, a vízhozamoknak és a nyomáshullám terjedésének a figyelembevételével kiszámította, hogy a még ismeretlen barlangszakaszban milyen távolságra található a szivornyarendszer. Felfigyeltek arra is, hogy összefüggés lehet a Nagy Tohonya-forrás és a közeli Lófej-forrás vízhozam-változásai között. Ez utóbbinak a vize ugyanis nem sokkal a forrás után eltűnik a völgyfenéken, és egy 1967-es konyhasóval történt vízmegjelöléses kísérlet eredményei alapján megjelenik a Nagy Tohonya-forrásban. A vízrendszer felmérések eredményei alapján valószínűsíthető, hogy a ma ismert Kossuth-barlang csak egy kis része egy még feltáratlan, nagyobb barlangrendszernek.

## Túra a barlangban
A barlang az Aggteleki Nemzeti Parknál tett előzetes írásbeli jelentkezés alapján, speciális barlangtúra keretében is látogatható, minimum öt, maximum 10 fős csoportokban. A szervezett túrákon bárki részt vehet 14 éves életkor illetve 160 centiméteres testmagasság felett, ugyanakkor a barlangban állandóan jelenlévő víz miatt gumicsizma és vízhatlan ruha, vagy váltócipő és váltóruha kötelező. Sisakot és fejlámpát az Aggteleki Nemzeti Park biztosít a látogatók számára.

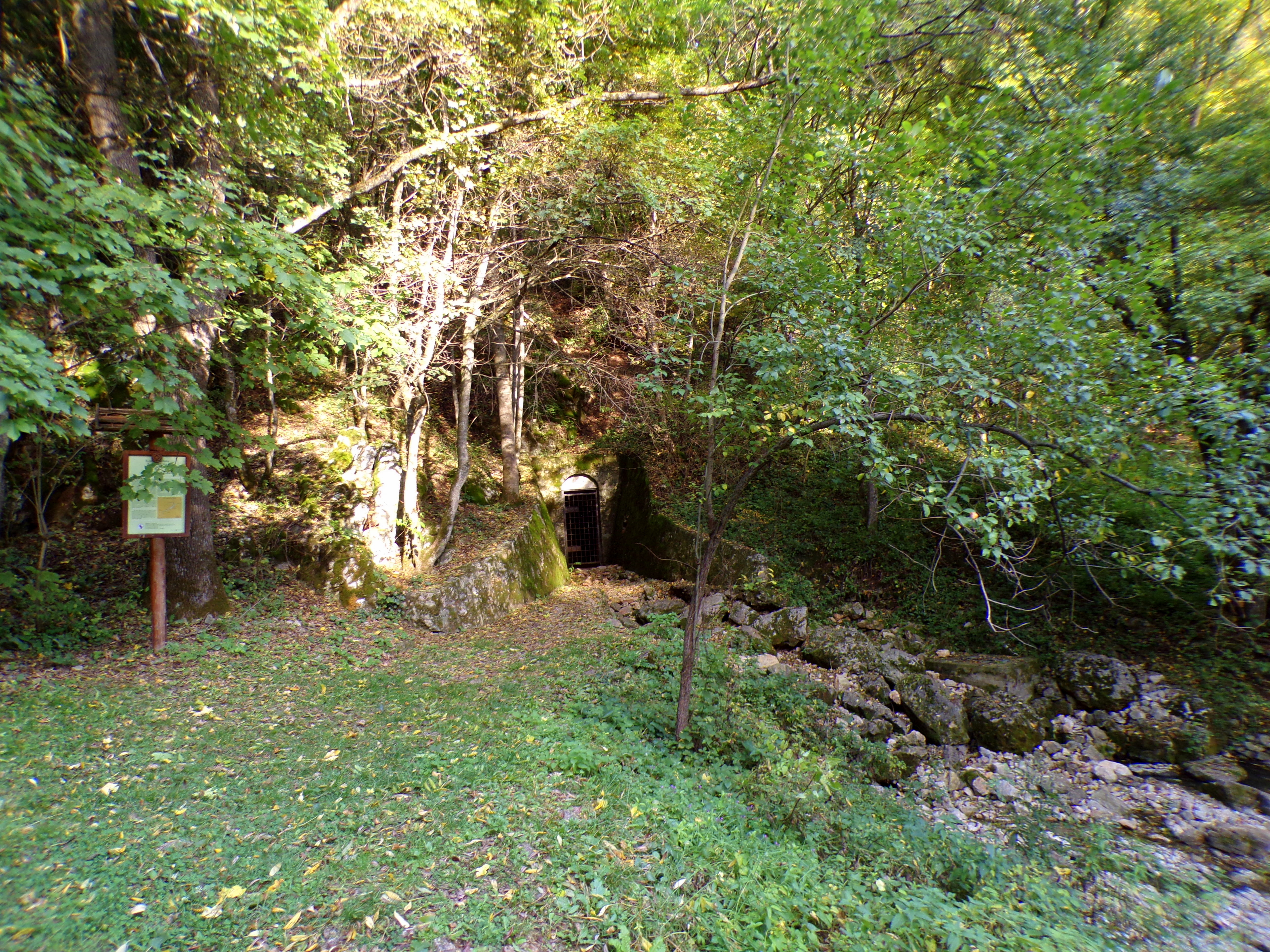
A Kossuth-barlang bejárata és bejáratának környéke

A bejárati táró után a tágas Aula nevű részbe jutunk, ez a terem lehet kapcsolatban a barlang feletti Szelelő-lyukkal, majd folyosó következik, amelynek alján víznyelőket látunk. Árvíz esetén egészen ezekig folyik ki a víz a barlang főágában, különösen nagy áradáskor ezeken túl is folyik, majd a bejárati tárón keresztül jut ki a szabadba, újra egyesülve a forrás vizével. Egyre erősödő csobogó hangot lehet hallani, ez a Moraj forduló, majd a hasadék alján megjelenik a forrás vize, amely itt tűnik el és folytatja útját a forrás irányába. Tovább haladva, a patak vizéből egyre mélyülő tó lesz, amelyet az első kutatók gumicsónak segítségével küzdöttel le, de volt egy időszak, mikor lehordott deszkákból ácsolt facsónak, majd később egy traktorbelső segítette a barlangászokat a viszonylag száraz átjutásban, ma drótkötélhídon és lépősodronyok, valamint kapaszkodósodronyok segítségével lehet átjutni, anélkül, hogy nyakig vizesek lennénk. A tavat két kisebb vízesés követi, amelyek felett kürtők nyílnak felfelé. (Ezek vezetnek a cseppkövekben jóval gazdagabb, nagyjából 300 méter hosszú felső szintre. Ennek a bejárása azonban már speciális felkészültséget igényel.) A vízeséseket elhagyva, a vízfolyást követve nagy méretű terembe jutunk, alján tóval, ebből indul ki a Reménytelen-szifon. Itt megtekinthető a továbbjutás reményében, az 1960-as években robbantott fülke, ez a víz alatti kutatások kiindulópontja, eddig tartanak a vezetett túrák. Innen csak a szifonon keresztül lefelé, vagy a szűk Agyagkuszoda nevű részen át felfelé lehet további járatokba jutni.

## Kutatástörténet

### Feltárásától 1980-ig
A környék forrásainál melegebb, erősen változó vízhozamú forrás, és nem túl távol, felette, a hegyoldalban elhelyezkedő kis méretű üreg (Szelelő-lyuk), amelyből télen gőz emelkedik fel, valamint a terület zsombolyszerű beszakadásai barlangot sejtettek. 1933-ban a Kessler Hubert vezette BETE Barlangkutató Csoport behatolt az említett üregbe, de csak egy kisebb cseppköves terembe jutottak. Több, 1950-es évek eleji vizsgálatra alapozva, Jakucs László ötlete alapján 1953-ban tárót kezdtek hajtani a forrás felett a barlang feltételezett irányába, amellyel 50 méter után 1956-ra jutottak be a barlangrendszerbe. A több helyen tóvá szélesedő, barlangi vízfolyást gumicsónak segítségével küzdötték le és eljutottak a barlang mai végpontjának a közelébe, a Reménytelen-szifonig, amelyet először 1957-ben próbáltak búvárfelszerelés segítségével átúszni.
A barlangot 1962-ben Eszterhás István mérte fel Baki Bálint és Takács Béla segítségével. A felmérés alapján készült barlangleírás és a barlang térképe kéziratban maradt. Az 1962-ben kiadott, A barlangok világa című könyvben megjelent a Kossuth-barlang hosszmetszet térképvázlata a Szelelő-lyuk hosszmetszet térképvázlatával együtt. A Kossuth-barlang megjelent térképvázlatának ismeretlen a készítője és nem ismert a térképvázlat készítési ideje. Nem az Eszterhás Istvánék által készült térkép lett publikálva és nem az általuk végzett barlangfelmérés alapján lett rajzolva. A kiadványban részletesen le van írva a barlang. A könyvbe bekerült három fénykép, amelyek bemutatják a barlangot. A barlang további kutatását lehetetlenné tevő törmelék kiemelését 1968 és 1972 között végezték el az Amphora Könnyűbúvár SC barlangi búvárai, majd addig ismeretlen, víz alatti tág hasadékba jutottak, ahol 30 m-es mélységben, kb. 50 m-es víz alatti szakasz után újabb szűkületet értek el.
Az 1976-ban befejezett, Bertalan Károly által írt kéziratban szó van arról, hogy Jósvafőn helyezkedik el a Kossuth-barlang (Nagy-Tohonya-forrás barlangrendszere). Közvetlenül a Nagy-Tohonya-forrás felett található a barlang bejárata. A barlang bejárati tárója az elején ki van kövezve, de omlásveszélyes. Kb. 1 km hosszú az aktív és patakos barlang. Karszthidrológiai méréseket lehet végezni benne. A kézirat barlangot ismertető része 4 irodalmi mű alapján lett írva. 1976-ban vált országos jelentőségű barlanggá az 5400-as (Aggteleki-karszt) barlangkataszteri területen lévő, jósvafői Kossuth-barlang.
Az 1977. évi Karszt és Barlang angol nyelvű különszámában megjelent, The longest and deepest caves of Hungary (December 31, 1975) című közleményből megtudható, hogy az Aggteleki-karszton fekvő, 633 m hosszú Kossuth Cave 1975. december 31-én Magyarország 22. leghosszabb barlangja. Az 1976-ban összeállított, országos jelentőségű barlangok listájában lévő barlangnevek pontosítása után, 1977. május 30-án összeállított, országos jelentőségű barlangok listáján rajta van az Aggteleki-karszton, Jósvafőn található barlang Kossuth-barlang néven. Az 1977. december 31-i állapot szerint (MKBT Meghívó 1978. május) az Aggteleki-karszton lévő és 633 m hosszú Kossuth-barlang az ország 23. leghosszabb barlangja.
Az 1977. évi Karszt és Barlangban megjelent, Bajomi Dániel által írt tanulmányban van egy Magyarország térkép, amelyen a Magyarországon lévő, biológiailag kutatott barlangok földrajzi elhelyezkedése figyelhető meg. A térképen látható a biológiailag feldolgozás alatt álló Kossuth-barlang földrajzi elhelyezkedése. A folyóirat 1977. évi különszámába bekerült a tanulmány angol nyelvű változata. Ebben a tanulmányban is közölve lett a térkép, amelyen Kossuth a barlang neve. Az 1977. évi Karszt és Barlangban megjelent összeállítás alapján, 1977. december 31-én Magyarország 24. leghosszabb barlangja az Aggteleki-karszton elhelyezkedő, 1977. december 31-én, 1976-ban és 1975-ben 633 m hosszú Kossuth-barlang. Ez az összeállítás naprakészebb az 1978. májusi MKBT Meghívóban publikált listánál.

### 1980-tól 1990-ig
Az 1980. évi Karszt és Barlang 1. félévi számában publikálva lett, hogy a kiemelt jelentőségű Kossuth-barlang az 5400-as barlangkataszteri területen (Gömör–Tornai-karszt és Cserehát hegység) helyezkedik el. A barlangnak 5440/1. a barlangkataszteri száma. Az MKBT Dokumentációs Bizottsága a helyszínen el fogja helyezni, a többi kiemelt jelentőségű barlanghoz hasonlóan, a barlang fémlapba ütött barlangkataszteri számát. A barlangkataszteri szám beütéséhez alapul szolgáló fémlap ugyanolyan lesz mint a többi kiemelt jelentőségű barlang fémlapja.
1982-ben a II. kerületi MTS Amphora Könnyűbúvár Sport Club Vízalatti Barlangkutató Csoportjának és a Vízgazdálkodási Tudományos Kutató Központ Papp Ferenc Barlangkutató Csoportnak volt kutatási engedélyük a barlang kutatásához. 1982. július 1-től az Országos Környezet- és Természetvédelmi Hivatal elnökének 1/1982. (III. 15.) OKTH számú rendelkezése (1. §. és 3. §., illetve 5. sz. melléklet) értelmében az Aggteleki-karsztvidéken lévő Kossuth-barlang fokozottan védett barlang. Az 1982. szeptember–októberi MKBT Műsorfüzetben meg van említve, hogy az Aggteleki-karsztvidéken található Kossuth-barlang fokozottan védett barlang. A felsorolásban a barlangnevek az MKBT által jóváhagyott és használt helyesírás szerint, javított formában lettek közölve.
Az 1984-ben kiadott, Magyarország barlangjai című könyvben részletesen le van írva a Kossuth-barlang. A könyvben van egy Magyarország térkép, amelyen a Magyarországon lévő, biológiailag kutatott barlangok földrajzi elhelyezkedése figyelhető meg. A térképen látható a biológiailag feldolgozás alatt álló Kossuth-barlang földrajzi elhelyezkedése. A kiadványban megfigyelhető egy fénykép, amelyen a barlang egyik része figyelhető meg. Az országos barlanglistában szerepel az Aggteleki-karszton lévő barlang Kossuth-barlang néven Nagy-Tohonya-forrás barlangrendszere névváltozattal. A listához kapcsolódóan látható az Aggteleki-karszt és a Bükk hegység barlangjainak földrajzi elhelyezkedését bemutató 1:500 000-es méretarányú térképen a barlang földrajzi elhelyezkedése.
Az 1986. évi Karszt és Barlangban megjelent bibliográfia regionális bibliográfia részében szerepel a barlang Kossuth-barlang néven. Az összeállítás szerint a Karszt és Barlangban publikált írások közül 1 foglalkozik a barlanggal. Az 1987. december 31-i állapot alapján Magyarország 26. leghosszabb barlangja az 5440/1 barlangkataszteri számú, 800 m hosszú Kossuth-barlang. Az összeállítás szerint az 1977. évi Karszt és Barlangban közölt hosszúsági listában a barlang 633 m hosszú. Az 1987. december 31-i állapot alapján Magyarország 55. legnagyobb függőleges kiterjedésű barlangja az 5440/1 barlangkataszteri számú, 54 m függőleges kiterjedésű Kossuth-barlang. Az 54. legnagyobb függőleges kiterjedésű barlang (Banán-zsomboly) szintén 54 m függőleges kiterjedésű. Az összeállítás szerint az 1977. évi Karszt és Barlangban közölt mélységi listában a Kossuth-barlang nincs benne. Eszterhás István 1962. évi hosszmetszetéről van leolvasva a függőleges kiterjedés és ehhez van hozzászámolva a szifon mélysége. A barlang 42 m magas és 12 m mély.
Bejárata az 1980-as évek végére betemetődött. 1988. február 12-én Kraus Sándor készítette el az Eszterhás István, Mozsáry Gábor és Mozsáry Péter által végzett barlangfelmérés eredményének felhasználásával a barlang kicsinyített alaprajz térképét és 32 keresztszelvény térképét. A térképlapon láthatók a barlangban lévő helyek és az elnevezett képződmények tulajdonnevei. A végponti szűkületen az 1988-ban szervezett nagyszabású MKBT kutatótábor alatt sem sikerült túljutni, viszont tovább tisztították a szifon még mindig törmelékes bejáratát és fix vezetőkötelet építettek be a már ismert végpontig. A kutatást nagyon hátráltatta, hogy a járat falain és alján finom agyagréteg található, amely a kutatóbúvárok legkisebb mozgásának hatására is átláthatatlanná tette a vizet. Az 1989. évi Karszt és Barlangban lévő, Topál György által írt tanulmányban meg van említve, hogy Dobrosi Dénes a Kossuth-barlangban számolt denevéreket. A folyóirat 1989. évi különszámában napvilágot látott az utóbbi tanulmány angol nyelvű változata. Ebben a tanulmányban Kossuth Cave a barlang neve.
Az 1989. évi Karszt és Barlangban lévő, Magyarország barlangjai című összeállításban szó van arról, hogy Jósvafőtől ÉNy-ra két jelentős, patakos barlang helyezkedik el (Vass Imre-barlang, Kossuth-barlang). A bővízű Nagy-Tohonya-forrás felszín alatti vízjárata, a Kossuth-barlang 1956-ban, a forrásszáj omladékzónájának áttörésével (ahogy a Vass Imre-barlang is) lett feltárva. A 800 m hosszúságig ismert, aránylag keskeny, hasadékjellegű barlang alját a patak helyenként teljesen kitölti. Egy mindeddig legyőzhetetlen szifon gátolja meg a végponton a továbbjutást. A szifon még mindig lefelé halad a búvárok által elért 30 m-es mélységben. A rendszer hidrológiai sajátossága, hogy a környék karsztforrásaiénál melegebb vize van, azaz keveredik hozzá a mélykarszt felmelegedő vize is.
A publikációban lévő 2. ábrán (Aggtelek és Jósvafő környéke) be van mutatva a barlang alaprajza és földrajzi elhelyezkedése. A folyóirat 1989. évi különszámában napvilágot látott ennek az utóbbi tanulmánynak az angol nyelvű változata (The caves of Hungary). Ebben a tanulmányban Kossuth Cave a barlang neve. Az angol nyelvű tanulmányhoz mellékelve megjelent egy olyan lista, amelyben Magyarország leghosszabb barlangjai vannak felsorolva. A felsorolás szerint az Aggteleki-karszton fekvő, 800 m hosszú Kossuth-barlang (Kossuth Cave) 1988-ban Magyarország 26. leghosszabb barlangja. (1977-ben a barlang 633 m hosszú volt.)

### 1990-től
1990-ben a Papp Ferenc Barlangkutató Csoportnak és az Amphora Barlangkutató Csoportnak volt kutatási engedélyük a barlang kutatásához. Az 1993. március–áprilisi MKBT Műsorfüzetben megjelent, hogy a KTM Természetvédelmi Hivatal egy plakátsorozat megjelenését tervezte, amelyen a magyarországi fokozottan védett barlangok szerepelnek, és ehhez diákat keresett. Előkészítés alatt állnak az Aggteleki-karszt fokozottan védett barlangjairól és a közeljövőben fokozottan védett barlangjairól készült plakátok, köztük a Kossuth-barlangot ábrázoló is.
A barlang 1995 óta az Aggteleki-karszt és a Szlovák-karszt többi barlangjával együtt a világörökség része. 1997-ben a Plózer István Víz Alatti Barlangkutató Szakosztály búvárai átjutottak a szűkületen a szifon ismert hosszát 50 m-ről nagyjából 97 m-re emelve és 33 m mélységet elérve. A kutatásnak egy búvár halálos balesete vetett véget. 1998. május 14-től a környezetvédelmi és területfejlesztési miniszter 13/1998. (V. 6.) KTM rendelete szerint az Aggteleki Nemzeti Park Igazgatóság illetékességi területén található Kossuth-barlang az igazgatóság engedélyével látogatható. 2001. május 17-től a környezetvédelmi miniszter 13/2001. (V. 9.) KöM rendeletének értelmében az Aggteleki-karsztvidék területén lévő Kossuth-barlang fokozottan védett barlang. Egyidejűleg a fokozottan védett barlangok körének megállapításáról szóló 1/1982. (III. 15.) OKTH rendelkezés hatályát veszti.
A 2003-ban megjelent, Magyarország fokozottan védett barlangjai című könyvben található barlangismertetés szerint a Kossuth-barlang 1410 m hosszú, 32 m mély, 28 m magas, 60 m függőleges kiterjedésű és 520 m vízszintes kiterjedésű. A barlang bejárata 220 m tengerszint feletti magasságban található. A könyvben lévő, Egri Csaba és Nyerges Attila által készített hosszúsági lista szerint az Aggteleki-karszton lévő és 5440-1 barlangkataszteri számú Kossuth-barlang Magyarország 25. leghosszabb barlangja 2002-ben. A 2002-ben 1410 m hosszú barlang 1977-ben 633 m és 1987-ben 800 m hosszú volt. A könyvben található, Egri Csaba és Nyerges Attila által készített mélységi lista szerint az Aggteleki-karszton lévő és 5440-1 barlangkataszteri számú Kossuth-barlang Magyarország 58. legmélyebb barlangja 2002-ben. A 2002-ben 60 m mély barlang 1987-ben 54 m mély volt.
A 2005-ben kiadott, Magyar hegyisport és turista enciklopédia című kiadványban önálló szócikke van a barlangnak. A szócikk szerint a Kossuth-barlang az Aggteleki-karszton található és fokozottan védett természeti érték. Jósvafő határában, 220 m tszf. magasságban van a bejárata. A BETE barlangkutatói már 1933-ban feltételezték a Nagytohonya-forrás vizét vezető rendszer létezését. A bontási kísérletek ellenére csak 1956-ban sikerült bejutni, amikor áttörték a forrás omladékzónáját robbantással. A feltárást Kessler Hubert irányította. 1400 m-nél hosszabb a triász mészkőben keletkezett üregrendszer. A keskeny, réteglaphoz igazodó, meanderező, oldásformákkal díszített, szinlőkkel tagolt főág alját néhány helyen teljes szélességben kitölti a patak, amely egy helyen 50 m hosszú tóvá duzzad. 32 m mély és 130 m hosszban beúszott szifon nehezíti a továbbjutást a végponton. Emeleti járat húzódik a főág felett. Ez a járat 300 m hosszú, cseppkövekben és borsókövekben gazdag, nagyon elagyagosodott. A rendszer sajátossága, hogy vize a mélykarszt felmelegedett vize miatt a környező karsztforrásokénál melegebb. Engedéllyel tekinthető meg a lezárt barlang, amelyben a közlekedést létrák, a mélyvizes részen pedig az oldalfalon elhelyezett kötélhíd könnyítik meg.
A BEAC Barlangkutató Csoport tevékenységében jelenleg meghatározók a magyarországi barlangtérképezési munkák, pl. Kossuth-barlang. Czakó László szócikke szerint Czakó László részt vett a jósvafői Kossuth-barlangban a bejárattól 100 m-re és 30 m mélységben történt mentésnek. Ember Sándor szócikke szerint Ember Sándor búvártevékenységének első jelentős eredménye a Kossuth-barlang Reménytelen-szifonjának 1969. évi kutatása volt. Itt 1985-ben és 1997-ben is kutatott. Irsai Sándor szócikkében meg van említve, hogy Irsai Sándor sikeres eredményeiből megemlítendő a Kossuth-barlang 28 m mélyen elhelyezkedő és 50 m hosszú szifonjának átúszása, amely 1972-ben történt. Kessler Hubert szócikkében meg van említve, hogy Kessler Huberthez kapcsolódik a Kossuth-barlang feltárása (1956). Surányi Csaba szócikkében meg van említve, hogy Surányi Csaba részt vett a Kossuth-barlang Reménytelen-szifonjának átúszásában.
2005. szeptember 1-től a környezetvédelmi és vízügyi miniszter 22/2005. (VIII. 31.) KvVM rendelete szerint az Aggteleki Nemzeti Park Igazgatóság működési területén található Kossuth-barlang a felügyelőség engedélyével látogatható. 2005. szeptember 1-től a környezetvédelmi és vízügyi miniszter 23/2005. (VIII. 31.) KvVM rendelete szerint az Aggteleki-karsztvidéken lévő Kossuth-barlang fokozottan védett barlang. 2007. március 8-tól a környezetvédelmi és vízügyi miniszter 3/2007. (I. 22.) KvVM rendelete szerint az Aggteleki Nemzeti Park Igazgatóság működési területén lévő Kossuth-barlang az igazgatóság engedélyével tekinthető meg. Az Amphora Búvár Klub kutatói négy éves munka eredményeként 2009-ben jutottak át a szifonon és emelkedhettek fel a másik oldalon, ahol egy nagy termet, amelynek a neve Apáink-terme, valamint egy 15 méter széles és 30–40 méter hosszú tavat találtak. Az Amphora búvárai 2010-ben részletesen feltérképezték a Reménytelen-szifont és az új szakaszokat, majd a szabad vízfelületen túl újabb szifont találtak, amelyen eddig nem sikerült túljutni.
2013. július 19-től a vidékfejlesztési miniszter 58/2013. (VII. 11.) VM rendelete szerint a Kossuth-barlang (Aggteleki Nemzeti Park Igazgatóság működési területe) az igazgatóság hozzájárulásával látogatható. A 2012–2014. évi Karszt és Barlangban közölve lett, hogy a turistáknak kiépített Kossuth-barlangot 2012-ben 130 fő, 2013-ban 21 fő, 2014-ben 100 fő látogatta meg overállos barlangtúrán. 2015. november 3-tól a földművelésügyi miniszter 66/2015. (X. 26.) FM rendelete szerint a Kossuth-barlang (Aggteleki-karsztvidék) fokozottan védett barlang. A 2017-ben rendezett 61. Barlangnapon az egyik túracélpont volt. 2018 júniusában az MKBT Verocs Szakosztály néhány sérültje túrázott a barlangban. 2021. május 10-től az agrárminiszter 17/2021. (IV. 9.) AM rendelete szerint a Kossuth-barlang (Aggteleki Nemzeti Park Igazgatóság működési területe) az igazgatóság engedélyével látogatható. A 13/1998. (V. 6.) KTM rendelet egyidejűleg hatályát veszti.

## Látogatási statisztika
A Kossuth-barlang látogatóinak száma évenként:
| év              | 2006 | 2007 | 2008 | 2009 | 2010 | 2011 | 2012 | 2013 | 2014 | 2015 | 2016 | 2017 | 2018 |
| látogatók száma | –    | 72   | 44   | 151  | 23   | 75   | 130  | 21   | 100  | 171  | 50   | 8    | 29   |

## További irodalom
- Kessler Hubert: Újabb kutatások a Nagy-Baradlában. Turistaság és Alpinizmus, 1933. (23. évf.) 238–243. old.
- Kessler Hubert: Das Aggteleker Höhlengebiet (Nordungarn). Miskolc, 1956.